# Чивітелла-Паганіко
Чивітелла-Паганіко, Чивітелла-Паґаніко (італ. Civitella Paganico) — муніципалітет в Італії, у регіоні Тоскана,  провінція Гроссето.
Чивітелла-Паганіко розташована на відстані близько 160 км на північний захід від Рима, 90 км на південь від Флоренції, 29 км на північний схід від Гроссето.
Населення — 3220 осіб (2014).
Щорічний фестиваль відбувається 20 січня. Покровитель — San Fabiano.

## Демографія
Населення за роками:

Станом на 1 січня 2023 року в муніципалітеті офіційно проживало 429 іноземців з 44 країн, серед них 131 громадянин країн Євросоюзу та 11 громадян України.

## Сусідні муніципалітети
- Кампаньятіко
- Чиніджано
- Монтальчино
- Монтічіано
- Мурло
- Роккастрада